# Alexandra Nikolajevna af Rusland
Alexandra Nikolajevna (russisk: Александра Николаевна tr. Aleksandra Nikolajevna ; 24. juni 1825 – 10. august 1844), storfyrstinde af Rusland, og gennem sit ægteskab prinsesse af Hessen-Kassel. Alexandra var datter af kejser Nikolaj 1. af Rusland, og tilhørte slægten Romanov.

## Biografi
Alexandra blev født som den yngste datter af Nikolaj 1. og hans preussiske hustru, Aleksandra Fjodorovna.
Da Alexandra blev født var hendes onkel, Alexander 1. af Rusland stadig kejser, men han døde allerede samme år.
Alexandra var efter sigende sin faders yndlingsbarn, og ifølge søsteren, Olga Nikolajevna, den eneste af søskendeflokken der havde arvet deres mors preussiske udseende. I familien blev hun kaldt Adini.
Alexandra var kendt og afholdt i Skt. Petersborgs selskabsliv. Hun var smuk og havde en tiltalende personlighed. Hun var også den der var mest musiklask i familien og hendes stemme var god nok til at hun fik timer fra den berømte sopran, Henriette Sontag.

## Ægteskab
I januar 1844 blev Alexandra gift med prins Frederik af Hessen-Kassel, der var tronarving til både Hessen-Kassel og Danmark, hvor han var bosat. Frederik var søn af landgreve Vilhelm 10. af Hessen-Kassel og Louise Charlotte af Danmark, søster til kong Christian 8.
I første omgang var Frederik udset til at gifte sig med storfyrstinde Olga, men da han og Alexandra så hinanden blev de forelsket og hendes forældre gav deres tilladelse til at de kunne gifte sig.
Det var meningen at parret skulle bosætte sig i København og de fik som bolig Dehns Palæ i Bredgade, og som sommerresidens Bernstorff Slot.

## Død
Kort før brylluppet fik Alexandra tuberkulose, og da hun hurtigt blev gravid, blev parret i første omgang boende i Rusland. De ventede samtidig på at deres boliger blev istandsat. Alexandra fik det gradvist værre og værre og de kunne ikke foretage rejsen til Danmark.
Alexandra fødte en søn tre måneder for tidligt, og både mor og barn døde efterfølgende. Barnet nåede at blive døbt Wilhelm efter sin farfar. 
Alexandra blev begravet i Peter og Paul-katedralen sammen med sin søn.
Kejserfamilien blev hårdt ramt af hendes død, og hendes værelser i Peterhofs palads blev bevaret som hun havde efterladt dem.